# Servicio de hospitalidad
Los servicios de hospitalidad son redes sociales que ofrecen alojamiento, sin intercambio de dinero, bajo ciertas condiciones. En algunos casos buscando un intercambio cultural o socialización, otras a cambio de trabajo social o de otro tipo, o simplemente confiando en dar y recibir de la comunidad. Normalmente organizadas centralmente por internet, dejando atrás los catálogos y árboles telefónicos. La mayor parte de ellos han crecido exponencialmente desde el año 2000 y se estima que más de 100.000 ciudades de todo el mundo poseen usuarios registrados en estas redes.

## Historia
En 1949, Bob Luitweiler fundó el primer servicio de hospitalidad llamado 'Servas Open Doors' (Servas Puertas Abiertas), como una organización benéfica internacional de voluntarios, abogando por la paz global e interracial. En 1965 John Wilcock montó el "Traveler's Directory" (Directorio del Viajero), originalmente como un listado de amigos suyos dispuestos a alojarse mutuamente durante sus viajes. En 1988 Joy Lily consiguió que la organización no desapareciese y pasó a llamarse "The Hospitality Exchange" o "Hospex". Hospitality Club es su sucesor directo, fue el primer servicio basado en internet operando desde Polonia desde 1992. Actualmente es la red de intercambio de hospedaje más grande y crece rápidamente. Creado en 2004, CouchSurfing también crece rápidamente.
Cada servicio, inicialmente centrado en un grupo pequeño antes de la expansión, tiene su historia personal y también enfoques o públicos diferentes. Estudiantes, activistas, peregrinos, o incluso agentes de policía pueden ser comunidades de interés para una red. Parece que las redes se mueven hacia consolidar sus redes sin restringirse a una afiliación o estilo de vida.

## Cómo funcionan
Cada red funciona a su manera. La red acumula información sobre alojadores y pedidores de alojamiento, desde datos de contacto a historias más elaboradas al estilo de servicios de pareja, o recomendaciones de otros usuarios. El objetivo es conocerse antes de tomar una decisión y crear la posibilidad de confiar en un usuario desconocido a través de los contactos del desconocido ...

## Lista de redes
- BeWelcome: internacional (incluy. el español).
- Hospitality Club
- Warm Showers
- CouchSurfing
- Servas International: derechos humanos y paz global.
- Pasporta Servo: para hablantes de esperanto.
- WWOOF: "Worldwide opportunities on organic farms", piden que el viajero ayude en la granja orgánica.
- Airbnb, acrónimo de airbed and breakfast
- TravelHoo
- Agritourism
- Homeshare International: benéfica que pide trabajo en el hogar.
- LGHEI: "Lesbian and Gay Hospitality Exchange International"